# Oreste (Euripide)
Oreste (Ὀρέστης Oréstēs) è una tragedia di Euripide, rappresentata per la prima volta nel 408 a.C. al teatro di Dioniso, ad Atene.

## Trama
Ad Argo, davanti alla reggia degli Atridi, Oreste ed Elettra, dopo aver ucciso la madre Clitennestra, attendono la risoluzione del processo intentato contro di loro, mentre Oreste è colto da accessi di follia. I fratelli confidano tuttavia nell'appoggio e nell'aiuto di Menelao, là giunto con Elena. In realtà le loro speranze sono mal riposte, poiché il re, debole e vile, non osa opporsi a Tindaro, padre di Clitennestra. I due giovani vengono così condannati a morte, ma, prima che ciò avvenga, decidono, con l'aiuto dell'amico Pilade, di vendicarsi su Menelao uccidendo Elena (che però, come annuncia un servo, dopo essere stata catturata scompare misteriosamente) e prendendo in ostaggio Ermione, figlia di Menelao. Quest'ultimo allora assedia la reggia in cui si sono rinchiusi i tre, mentre essi minacciano di uccidere la ragazza e dare fuoco al palazzo. Interviene però Apollo ex machina, che evita che la situazione precipiti. Egli annuncia che Elena è salva (assunta in cielo assieme ai suoi fratelli, i Dioscuri) e che Menelao avrà una nuova moglie. Afferma inoltre che Oreste sarà processato e assolto ad Atene, e prenderà in moglie Ermione, mentre Elettra avrà Pilade.

## Commento

### Il gioco scenico
La trama dell'opera è un raffinato gioco scenico con numerosi colpi di scena, in cui i personaggi si scambiano varie volte il ruolo di vittima e quello di carnefice. Euripide guida con maestria e virtuosismo la girandola di eventi che si svolgono sulla scena, indubbiamente uno dei pregi maggiori dell'opera, tuttavia si avverte molto forte la differenza con altre tragedie della stessa saga, prima fra tutte l'Orestea, messa in scena da Eschilo cinquanta anni prima. Se lì Oreste era un eroe tragico difensore della propria famiglia, roso dal dubbio e dal rimorso, qui è soltanto un uomo in preda a evidenti disturbi mentali, unicamente interessato a evitare una condanna per omicidio.
Euripide, insomma, sembra non credere più alla possibilità che la tragedia tratti i grandi temi antropologici della Atene dei suoi tempi, come era stato mezzo secolo prima per Eschilo, di conseguenza le sorti tragiche dei regnanti di Argo vengono stemperate in una sorta di dramma ad intreccio, che punta essenzialmente a intrattenere il pubblico tramite vari colpi di scena e si chiude col lieto fine.

### Personaggi
I personaggi dell'opera, alcuni tra i più importanti eroi della mitologia greca, sono ben lontani dalla classica figura dell'eroe tragico, non solo perché nessuno di essi subisce alcun evento negativo, ma anche perché tutti i personaggi si rivelano vili e meschini, con la sola eccezione di Pilade (che rappresenta la figura dell'amico fidato e fraterno).
- Oreste: autore del matricidio, è instabile, spossato, diviso tra momenti di follia e lucidità che producono in lui un effetto di rovinosa sofferenza. La sua condizione di malato lo rende incapace di badare a sé stesso e fondamentale per lui è la presenza della sorella Elettra. Un altro sostegno indispensabile per Oreste è Pilade, verso il quale egli prova un forte sentimento di amicizia che lo lega come ad un fratello. Con l'aiuto di Pilade, Oreste riesce a superare i momenti di follia e a recuperare le forze per realizzare la vendetta contro Menelao.
- Elettra: sorella di Oreste, funge da solido sostegno per il fratello malato, lo accudisce con amore aiutandolo durante il suo percorso che lo porta a superare le difficoltà e tentare la vendetta ai danni di Menelao. Il fratello la stima molto, ritenendola di intelligenza sviluppata e di spiccata bellezza.
- Elena: moglie di Menelao, viene definita svergognata ed empia, nonché causa dello scoppio della guerra di Troia. Infatti, nonostante fosse andata a Troia in seguito al giudizio di Paride, molti autori del tempo la descrivevano come una donna di facili costumi, scappata con Paride a Troia per lussuria. Così l'eroina viene descritta, per esempio, nelle Troiane dello stesso Euripide, o in Eschilo, che la definisce "donna dai molti uomini"[4] e "rovina di navi, rovina d'eroi, rovina di città".[5][6]

### Katolophyromai
Appartiene a quest'opera uno dei pochissimi esempi che ci sono rimasti dall'antica Grecia di testo con notazione musicale. Il breve frammento musicale riporta alcuni versi dell'Oreste, ma risale probabilmente al III secolo a.C. e non c'è certezza che riproduca la stessa melodia usata ai tempi di Euripide.